# Нечаев, Михаил Владимирович
Михаил Владимирович Нечаев (11 марта 1952 — 5 декабря 2007) — генерал-полковник, руководитель департамента контрразведывательных операций Службы контрразведки ФСБ России.

## Биография
В 1969 году поступил в Высшую Краснознамённую школу КГБ. Начал службу с работы оперуполномоченным, став в 2004 году первым заместителем руководителя Службы контрразведки ФСБ России — начальником Департамента контрразведывательных операций. Работал по линии контрразведки в УФСБ России по Москве и Московской области.
По информации сайта ФСБ, Нечаев «добился значительных результатов в противоборстве с иностранными спецслужбами», «руководил самыми сложными направлениями деятельности и лично участвовал в контрразведывательных мероприятиях».
Был одним из руководителей оперативной группы ФСБ России по пресечению деятельности международных террористических организаций на территории Северного Кавказа.
Похоронен в Москве на Троекуровском кладбище.

## Награды
- Орден «За заслуги перед Отечеством» III степени,
- Орден «За военные заслуги»,
- Орден Почёта
- Нагрудный знак «Почётный сотрудник контрразведки».